# 모락셀라과
모락셀라과(Moraxellaceae)는 감마프로테오박테리아에 속한 과로, 몇몇 병원성 세균이 여기 포함되어 있다. 일부 병원성 세균 외에는 사람 등의 포유류에서 공생하는 무해한 세균들이다. 중온생물이거나 저온생물(사이크로박터 등)이다.
모락셀라 카타랄리스(Moraxella catarrhalis)와 아시네토박터 바우마니(Acinetobacter baumannii)가 모락셀라과에 속한 대표적인 사람 병원균이다. 모락셀라 보비스(Moraxella bovis)는 소에서 소 전염성 각막결막염을 일으키는 세균이다.